# Christian Macharski

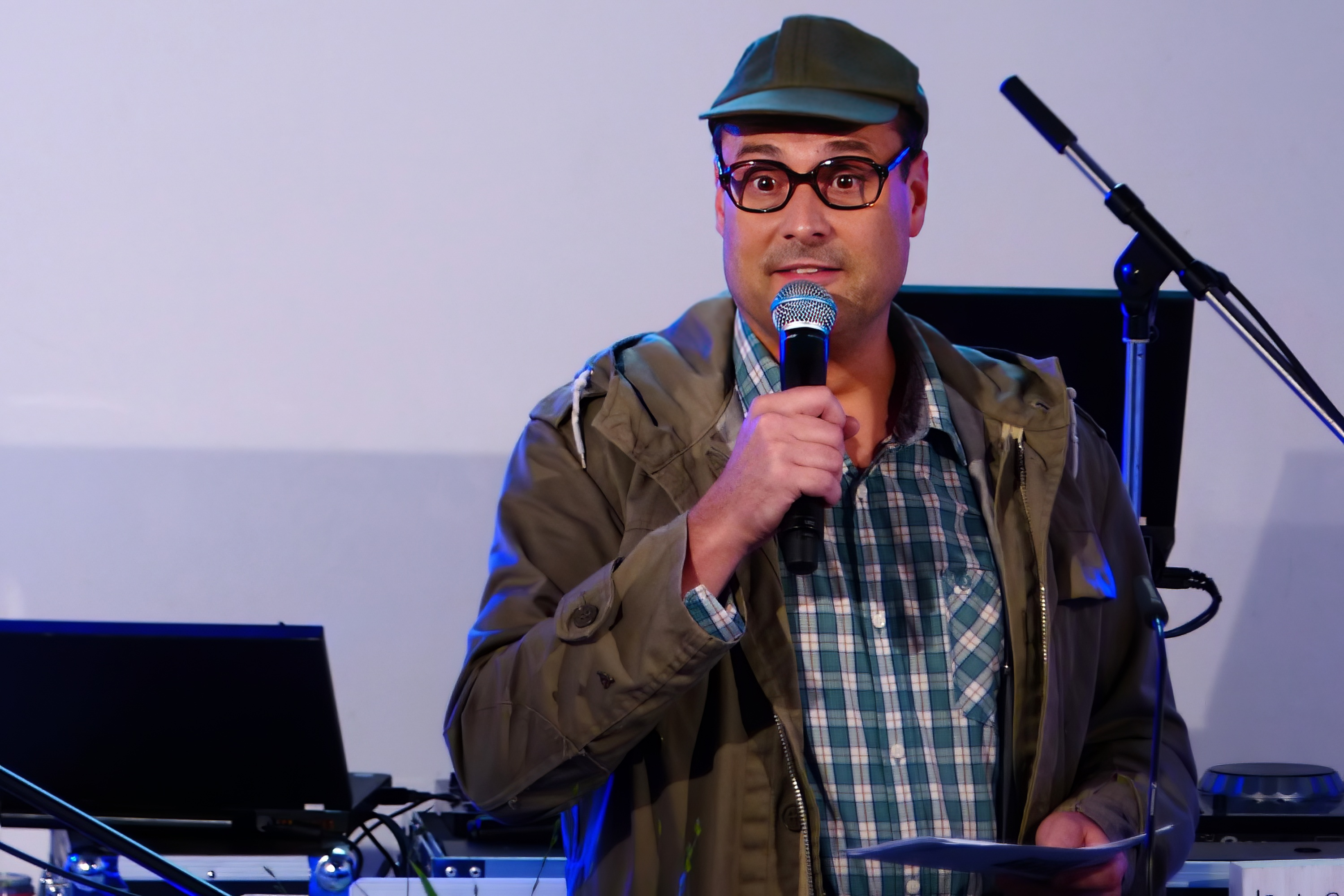
Christian Macharski 2017

Christian „Mahoni“ Macharski (* 3. Juni 1969 in Wegberg; † 8. Dezember 2020 in Erkelenz) war ein deutscher Kabarettist und Autor.

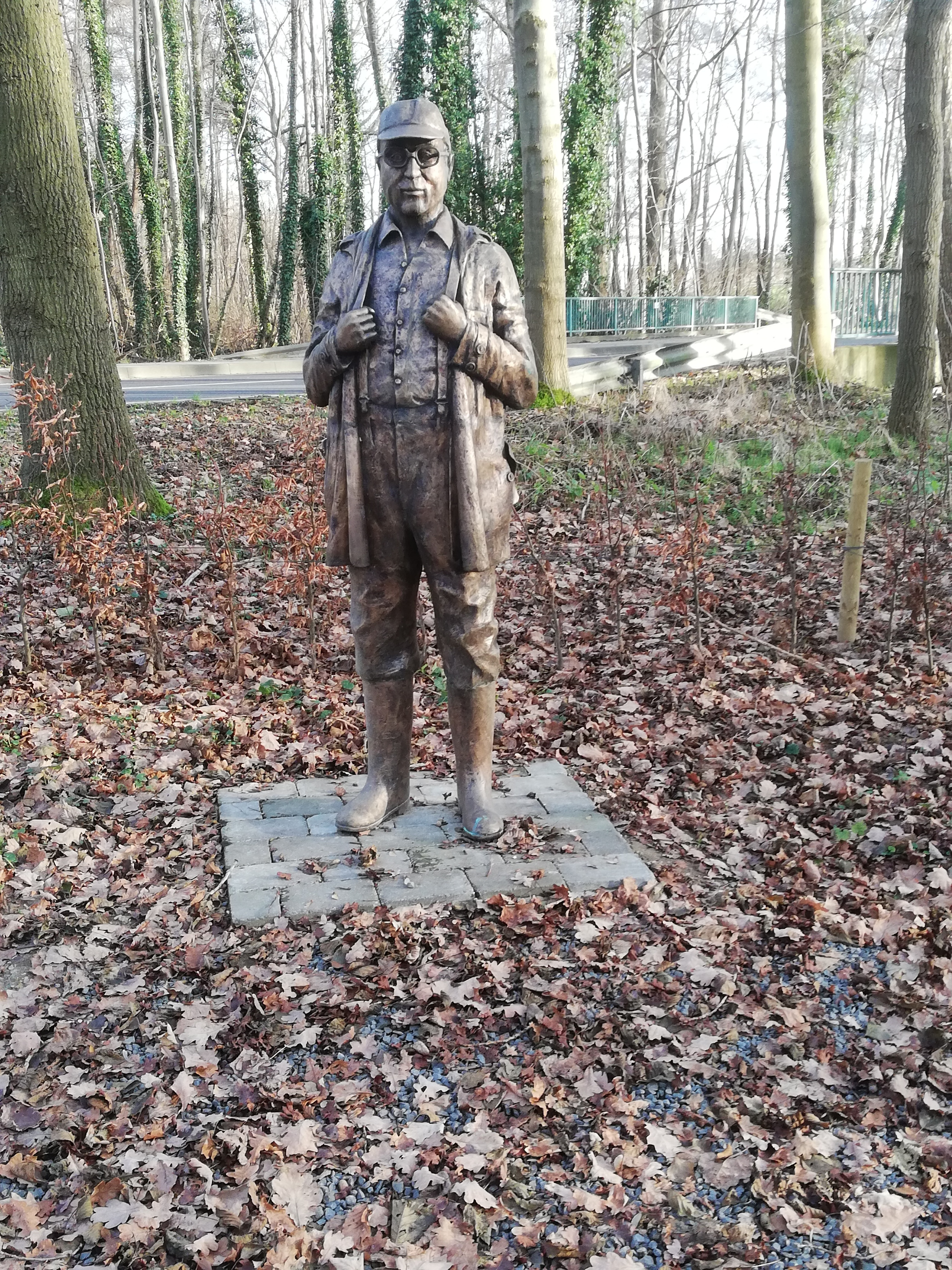
Hastenraths-Will-Denkmal in Saeffelen, Gemeinde Selfkant

## Werdegang

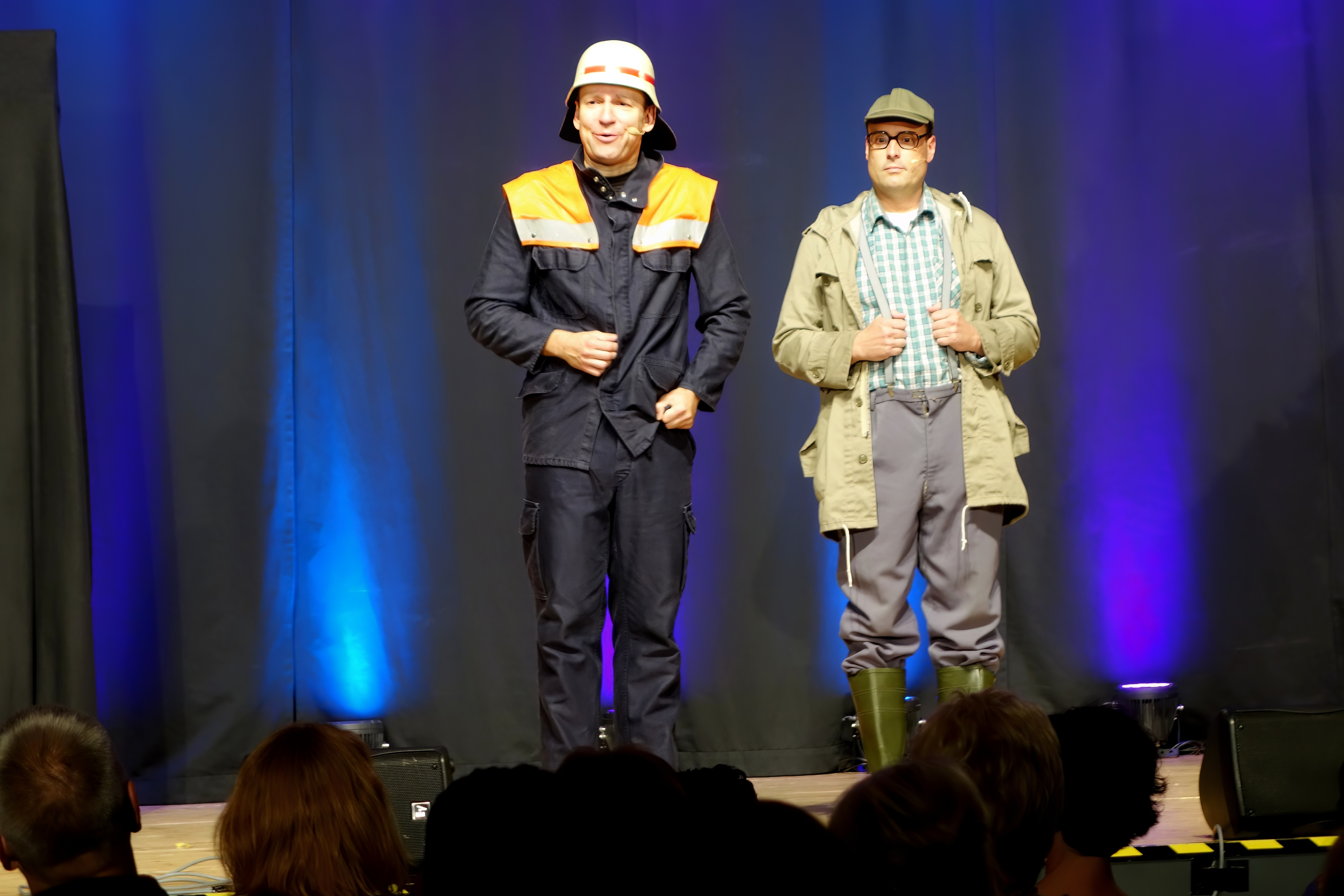
Breuer und Macharski traten fast 20 Jahre lang als „Rurtal Trio“ auf.

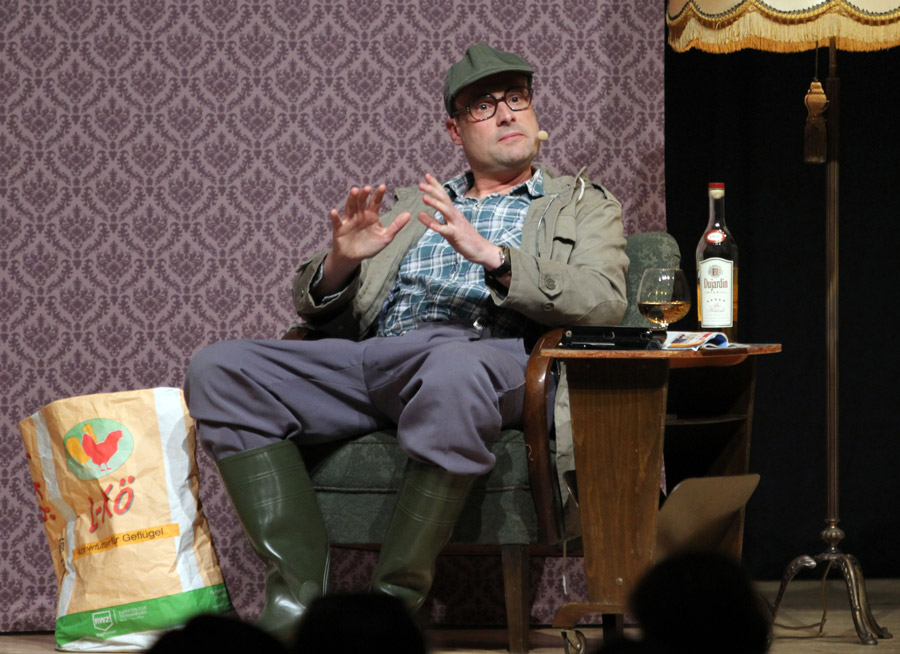
Christian Macharski in seiner Rolle als Hastenraths Will (2013)

Nach seiner Ausbildung zum Bankkaufmann und dem Zivildienst studierte Macharski an der Universität zu Köln Germanistik, Philosophie und Pädagogik. Zu dieser Zeit war er als Mitglied des Comedy-Duos Rurtal Trio unterwegs auf deutschen Kleinkunstbühnen. Das Rurtal Trio gründete Macharski Anfang der 1990er-Jahre zusammen mit seinem Freund Marc Breuer. Der erste Auftritt fand am 12. Juli 1991 im Erkelenzer Pfarrheim statt.
Bis zur Trennung im Jahre 2010 absolvierte das Zwei-Mann-„Trio“, das ursprünglich zu dritt auftreten wollte, weit über 1.000 Auftritte in  Deutschland und produzierte acht Bühnenprogramme. Mit ihrer besonderen Mischung aus Comedy und Realsatire prägten die beiden Kabarettisten den Begriff der Dorf-Comedy, der zu ihrem Markenzeichen wurde. Während seiner Rurtal-Trio-Zeit betätigte sich Macharski auch als Autor. Er arbeitete als freier Mitarbeiter für die Thomas-Koschwitz- und die Harald Schmidt Show sowie für WDR, RTL, Sat.1. Von 1994 bis 2003 war Macharski Kolumnist der Aachener Nachrichten, ab 2016 glossierte er regelmäßig für die Rheinische Post. Als Solo-Kabarettist verkörperte Macharski auf der Bühne und im Fernsehen die Kunstfigur des Landwirts Hastenraths Will. In seiner Heimatregion bot er in dieser Rolle auch sogenannte Selfkant-Safaris an, bei denen es sich um Comedy-Busfahrten durch den Selfkant handelte. Darüber hinaus war Hastenraths Will auch der Protagonist einer Dorfkrimi-Reihe, die Macharski 2008 erdachte. Im November 2020 erschien mit „Die Freunde der Nacht“ der 9. Teil der Dorf-Saga. Von August 2012 bis April 2019 lief eine regelmäßige Radiocomedy mit Hastenraths Will auf 100’5 Das Hitradio, die es auf über 1.500 Folgen brachte.
Er starb am 8. Dezember 2020 im Alter von 51 Jahren an einem Herzinfarkt.
Am 25. März 2022 errichtete die Ortschaft Saeffelen in der Gemeinde Selfkant, die er in seinen Programmen immer als Heimatort bezeichnete, am Saeffelbach eine Skulptur seiner Kunstfigur „Hastenraths Will“ als Andenken an ihn und sein Schaffen.

## Bühnenprogramme
- Besoffen im Puff und andere Kavaliersdelikte (1992, Rurtal Trio)
- Tote essen keine Fritten (1996, Rurtal Trio)
- Chefarzt im Bus (1996, Solo)
- Löschen, retten, Keller leerpumpen (1999, Rurtal Trio)
- In alter Frische (1999, Solo)
- Es muss nicht immer Jägerschnitzel sein (2001, Rurtal Trio)
- Omma Hastenrath antwortet nicht (2003, Rurtal Trio)
- Jingle Bells in Uetterath (2004, Rurtal Trio)
- Heiße Küsse in Königswinter (2006, Rurtal Trio)
- Selfkant-Safari (seit 2007, Hastenraths Will)
- Das Buffet ist eröffnet! (2012, Hastenraths Will)
- Hastenraths Will packt aus (2013, Hastenraths Will)
- Herzlich willkommen (2015, Hastenraths Will)
- Die Weihnachtsgeschichte nach Will (2017, Hastenraths Will)
- Die Welt ist ein Dorf (2018, Hastenraths Will)

## Diskografie
- Tote essen keine Fritten (1997, Rurtal Trio)
- Weihnachten mit dem Rurtal Trio (1999, Rurtal Trio)
- Omma Hastenrath antwortet nicht (2004, Rurtal Trio)
- Jingle Bells in Uetterath (2006, Rurtal Trio)
- Heiße Küsse in Königswinter (2007, Rurtal Trio)
- Schafe zählen (2008, Macharski)
- Das Schweigen der Kühe (2009, Hörbuch, Dorfkrimi)
- Das Buffet ist eröffnet (2012, Hastenraths Will)
- Hastenraths Will packt aus (2014, Hastenraths Will)
- Herzlich willkommen (2015, Hastenraths Will)
- Die Welt ist ein Dorf (2017, Hastenraths Will)

## Bibliografie
- Irgendwo da draußen (2001)
- 25 km/h (2003)
- Das Schweigen der Kühe (2008)
- Die Königin der Tulpen (2009)
- Das Auge des Tigers (2010)
- Die Rache des Waschbären (2012)
- Der Tango des Todes (2013)
- Die Höhle des Löwen (2014)
- Die Geliebte des Mörders (2016)
- Hastenraths Will erklärt die Welt (2017)
- Die Stunde der Wahrheit (2018)
- Hastenraths Will erklärt die Welt Volume 2 (2019)
- Reiseführer für das Heinsberger Land (2020)
- Die Freunde der Nacht (2020)
- Hastenraths Will erklärt die Welt Volume 3 (2020)

## Podcast
- Die Weihnachtsgeschichte nach Will (2020)